# الشرق ديسكفري
الشرق ديسكفري هي ثالث قناة فضائية بعد قناتي الشرق للأخبار والشرق الوثائقية بدأت البث في 10 أكتوبر 2023 تبُث برامج متنوعة تتراوح بين الوثائقية و برامج الترفيهية الواقعية وغيرها الكثير.

## البرامج
- ولا أحلى مع لولو
- مطبخنا العربي
- إقصاء الطهاة
- عرض مارلين دينيس
- مدمرو الخرافات
- كيف يفعلون ذلك؟
- كيف صنعت
- ترو كرايم
- مروحية امريكية
- عامل الطب الشرعي
- نهائي 24
- المهمة غير قابلة للتصديق
- أميركان هوت رود
- مختبر سماش
- إنسان الصين صنع الأعاجيب
- صنع الإنسان أعاجيب الصين
- تجار العجلات
- أزمة كامبرفان
- أشياء كبيرة حقا
- برايناك
- أزمة بيتل
- المهام القذرة
- أوفرهاولين
- حطام الإنقاذ
- الجير الخامس
- الصيد القاتل
- بناء المستقبل
- مشروع ديسكفري ايرث
- ملوك نيترو
- قلعة بويار
- رجل في مواجهة البرية
- الرجل الناجي
- روس كيمب في أفغانستان